# Aqueduc romain de Briord
L'aqueduc romain de Briord, parfois appelé aqueduc romain de Briarette, est un tunnel-aqueduc situé à Briord, dans le département de l'Ain en France. Dégagé au début du XXe siècle, il est classé comme monument historique en 1904.
L'aqueduc captait l'eau de source de la Brivaz à Montagnieu, traversait la colline de Briarette pour aboutir au niveau de l'établissement romain du vicus Brioratensis à Briord. Seule sa partie souterraine, sous la colline, est connue.

## Localisation

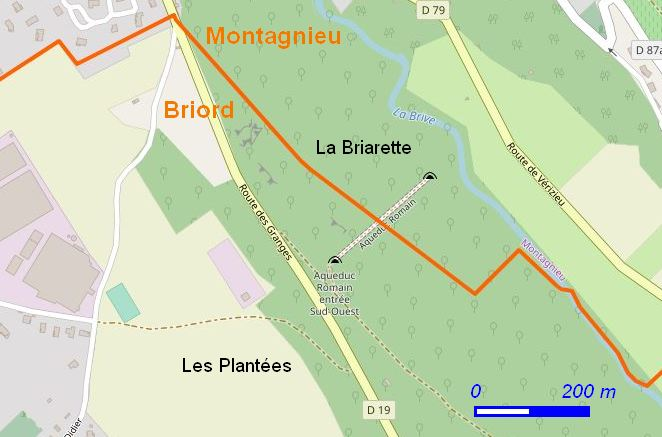
OpenStreetMap Tracé reconnu de l'aqueduc.

L'aqueduc est situé dans le département français de l'Ain, sur la commune de Briord, entre le cours du Rhône et les contreforts du Jura. Il consiste en un tunnel d'environ 200 mètres qui traverse la colline de Briarette (également nommée colline des Bruyaret), captant au nord-est l'eau de la Brivaz dans le territoire de Montagnieu, pour déboucher au sud-ouest dans la vallée du Rhône au niveau du vicus Brioratensis, un établissement gallo-romain,,.

## Description

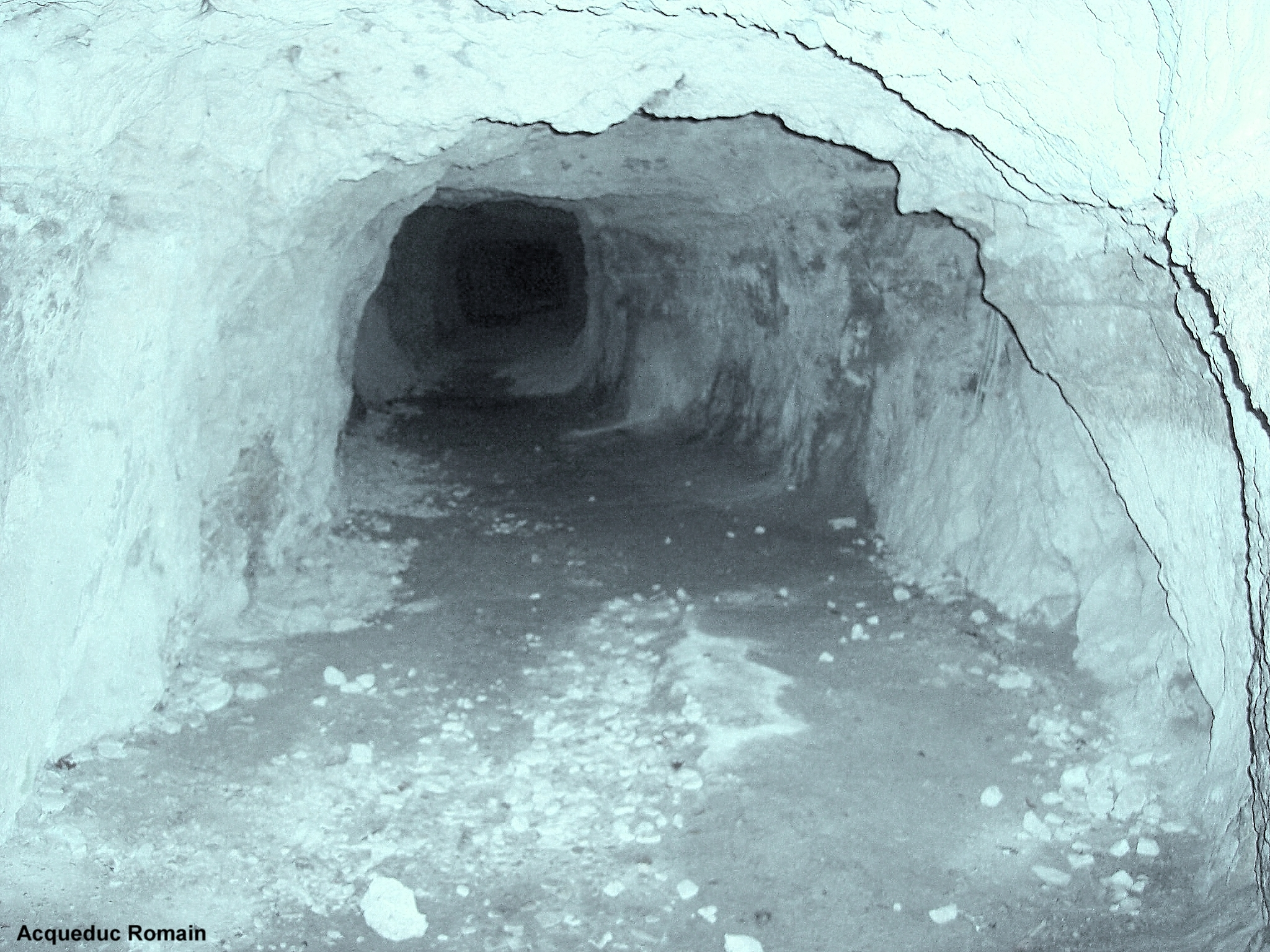
Ouverture de l'aqueduc.

La longueur du tunnel, traversant la colline dans une direction générale du nord-est au sud-ouest, a été estimée entre 200 et 230 mètres de longueur au début du XXe siècle, et mesurée plus précisément à 197 mètres. La dénivellation entre la prise d'eau de la Brivaz et la sortie du tunnel vers Briord est de 32 mètres, ce qui crée une pente importante pour un aqueduc. Il y avait probablement un aménagement à la prise d'eau, dont les blocs de pierre visibles sur place seraient les vestiges. À cet emplacement, un réservoir aux murs épais d'un demi-mètre fut détruit en 1844. Le captage de l'eau de la Brivaz serait à 200 mètres en amont de l'entrée du tunnel, à un endroit où l'on distingue des assises de pierres massives régulièrement taillées, peut-être de facture romaine. Selon Marchand, ce pourrait être un barrage relevant le niveau de la rivière et alimentant l'aqueduc par un canal de dérivation.

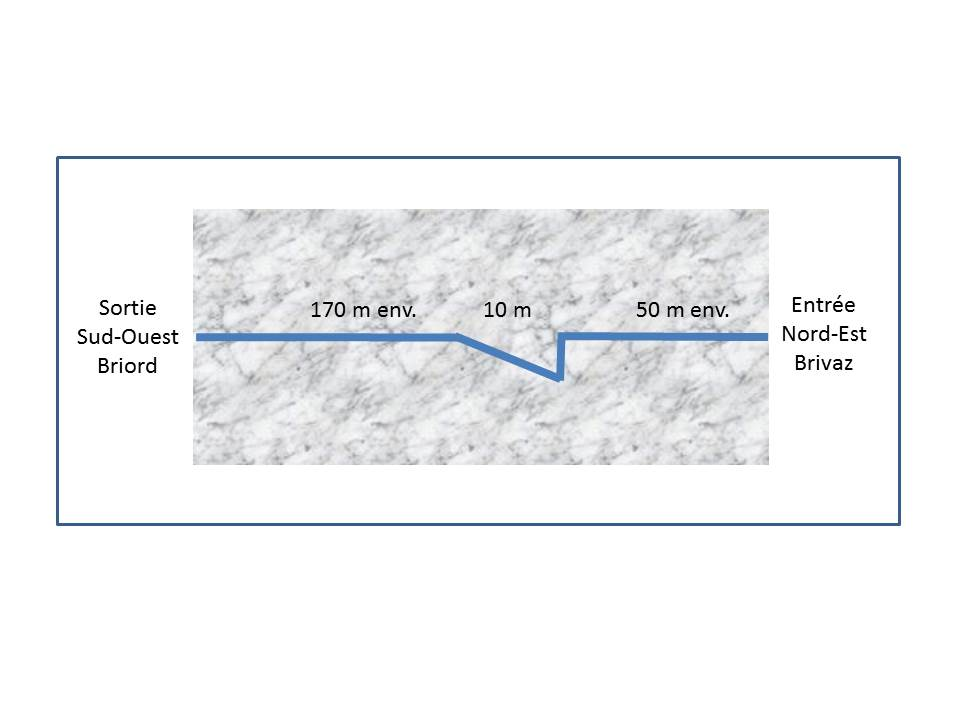
Aqueduc-tunnel de Briord, tracé schématique.

Le tunnel est creusé dans un calcaire compact. Du côté de la vallée de la Brivaz, l'entrée est largement aménagée par une ouverture de 2,7 mètres de largeur et 5 mètres de hauteur, sur une profondeur de 7,5 mètres, au fond de laquelle s'ouvre le tunnel  . Le tunnel présente une largeur d'environ 2 mètres pour une hauteur variant entre 2,7 mètres et 1,6 mètre. À environ 50 mètres de l'entrée, le tracé fait un coude à angle droit sur 3 mètres puis reprend sa direction initiale et sort du côté de Briord. Cet angle marqué est interprété par Marchand comme le point de jonction de deux équipes de mineurs, parties chacune d'une extrémité du tracé prévu. L'équipe partie de Briord a creusé la plus grand longueur et aurait dévié sur sa droite en cherchant à localiser au son l'autre équipe. La déviation s'observe aussi verticalement, avec un relèvement de 0,7 mètre à la jonction.
Aucune inscription antique n'a été repérée lors des explorations du début du XXe siècle, que ce soit aux entrées du tunnel, ou à l'intérieur. Un fragment d'inscription paléochrétienne trouvé vers 1980 à l'entrée côté Briord n'est qu'un bloc de remploi pour l'aménagement d'une tranchée récente.

## Historique

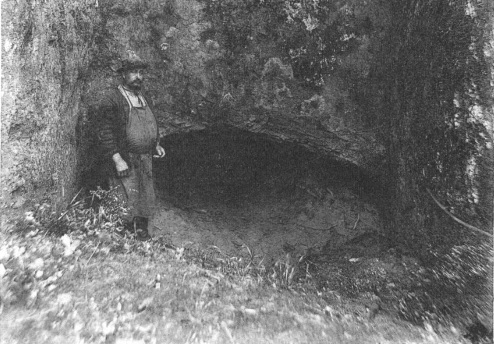
Entrée nord-est à demi obstruée du tunnel-aqueduc avant 1905, du côté de la vallée de la Brivaz.

En 1853, Alexandre Sirand fait quelques fouilles à ses frais et explore le tunnel creusé dans la colline. Il découvre gravés dans la paroi, tracés au charbon ou à la craie quelques noms parfois accompagnés de dates, traces de visites antérieures : Prieur Delisle, Pingon 1550, Perret, Duchastre, Cointet 1552. Alexandre Sirand publie son exploration dans une revue culturelle de l'Ain, et le site retourne à l'abandon.
En 1900, la galerie, dont les ouvertures sont encombrées de débris de terre et de roches, est en partie dégagée par le curé de Briod, l’abbé Jacquand, qui a pu organiser une visite pour les abbés Marchand et Morgon le 13 août 1900 : dans un premier temps à l’entrée du côté Briord, sur une vingtaine de mètres, puis à l’autre extrémité du côté de la Brivaz. L’ouverture de la galerie taillée dans le rocher est large de 3 mètres et longue de 4  à   5 m. La largeur du tunnel, parcouru sur plus d’une centaine de mètres, est d'un mètre et demi à deux mètres, avec une hauteur variant entre 1,5 et 1,8 mètre, sauf aux entrées qui sont partiellement obturées de débris. La partie centrale du tunnel était impraticable lors de cette visite, mais les visiteurs estiment sa longueur totale à environ 200 mètres. Les traits de burin des mineurs du tunnel sont visibles sur les parois, et leur oblicité différente selon les entrées indique que deux équipes ont entamé le creusement à chaque extrémité. Elles ont dévié avant d’atteindre leur point de rencontre, qui forme donc un coude. Les visiteurs hésitent sur l’explication de cet écart, soit une déviation involontaire, soit une sinuosité ménagée pour casser la force du courant, hypothèse défendue par Adrien Blanchet.
L'édifice est classé au titre des monuments historiques par arrêté du 8 août 1904.
En 1905, des subventions pour terminer le dégagement du tunnel sont accordées par le ministère des Beaux-Arts (1 500 francs), le Conseil général de l'Ain et la Société d'émulation de l'Ain (pour 200 francs chacun). En 1906 grâce aux financements, M. Chevelu entame les travaux de déblaiement.
En 2019, un collectif de géomètres entreprend de modéliser numériquement l'aqueduc.